# Trichoridia canosparsa
Trichoridia canosparsa är en fjärilsart som beskrevs av George Francis Hampson 1894. Trichoridia canosparsa ingår i släktet Trichoridia och familjen nattflyn. Inga underarter finns listade i Catalogue of Life.